# Mario Sepi
Mario Sepi (ur. 30 października 1941 w Merano, zm. 10 października 2011 w Rzymie) – włoski prawnik i działacz związkowy, w latach 2008–2010 przewodniczący Europejskiego Komitetu Ekonomiczno-Społecznego.

## Życiorys
Ukończył w 1966 studia prawnicze na Uniwersytecie Rzymskim. Pracował przez trzy lata jako badacz w instytucie spraw międzynarodowych (Istituto Affari Internazionali), którym kierował Altiero Spinelli. Od 1969 zawodowo związany z Włoską Konfederacją Pracowniczych Związków Zawodowych (CISL) oraz wchodzącą w jej skład federacją metalowców (FLM). W drugiej połowie lat 80. pełnił funkcję krajowego sekretarza FLM ds. polityki kontraktowej. W 1989 został wicedyrektorem, a w 1992 dyrektorem ISCOS, powiązanego z CISL instytutu zajmującego się rozwojem współpracy między związkami zawodowymi. W 1995 wszedł w skład Europejskiego Komitetu Ekonomiczno-Społecznego. W latach 2002–2008 był przewodniczącym Grupy II (pracowniczej). Od 2008 do 2010 pełnił funkcję przewodniczącego komitetu.